# Ann Sofie Oxenvad
Ann Sofie Oxenvad (født 1956) er en dansk skuespiller, instruktør, dramatiker og dramaforfatter.
Hun er uddannet Cand.mag. i dansk og dramaturgi med tillægsuddannelse fra Danmarks Journalisthøjskole.
Oxenvad var skuespiller i teatergrupperne Cirkus Erna og Haioka, instruktør og dramatiker ved Opgang2 Livsteater, 1998-2003 adjunkt ved Diplomuddannelsen for Teater og Drama, 2003-2008 daglig leder af Opgang2 Livsteater, fra 2008 lærer i retorik og dramatisk tekst på Testrup Højskole.
Oxenvad har udgivet dramaerne:
- ”Tåbernes Testamente”, 1999
- ”Legenden om de 3 ringe”, 2008
- ”Natmad med oberstinden”, 2009
- ”Jeanne d'Arc”
- ”Stegt flæsk”
- ”Per – du lyver”
- ”Orfeus elsker Eurydike”
- ”Jorden rundt på 60 minutter”
- ”Den unge Werners lidelser”
- ”Besættelse”